# Кивсерт-Янишево
Кивсе́рт-Я́нишево (чув. Кивçурт Енĕш) — деревня в Вурнарском районе Чувашской Республики. Входит в состав Ойкас-Кибекского сельского поселения.

## География
Находится в центральной части Чувашии, на расстоянии приблизительно 20 км на северо-восток по прямой от районного центра поселка Вурнары.

## История
Известна с 1858 года, когда здесь было 183 жителя, в 1906 году 53 двора и 231 житель. В 1926 году учтено 48 дворов и 258 жителей. В 1939 было учтено 296 жителей, в 1979—242. В 2002 году было 64 двора, в 2010 — 39 домохозяйств. В 1931 году был образован колхоз «Çĕнĕ Енĕш».

## Население
Постоянное население составляло 170 человек (чуваши 99 %) в 2002 году, 120 в 2010.